# Vòng loại Cúp bóng đá châu Á 2007
Vòng loại Cúp bóng đá châu Á 2007 diễn ra từ ngày 22 tháng 12 năm 2005 đến ngày 15 tháng 11 năm 2006 để chọn ra 12 đội tham dự Cúp bóng đá châu Á (Asian Cup) 2007 cùng với 4 nước chủ nhà (Indonesia, Thái Lan, Malaysia và Việt Nam). Lần đầu tiên, đội đương kim vô địch (Nhật Bản) phải dự vòng loại để giành vé tham dự Asian Cup.

## Các quốc gia không tham dự
Sau đây là danh sách các quốc gia trực thuộc AFC không cử đội tuyển tham dự giải (trong ngoặc vuông là vị trí của họ tại bảng xếp hạng của FIFA tại thời điểm trước khi vòng loại bắt đầu):
| - CHDCND Triều Tiên* [82] - Turkmenistan [116] - Maldives [133] - Tajikistan [144] - Myanmar [147] - Kyrgyzstan [157] | - Lào [170] - Nepal [175] - Mông Cổ [179] - Campuchia [188] - Afghanistan [189] - Bhutan [190] | - Philippines [191] - Ma Cao [192] - Brunei [199] - Guam [204] - Đông Timor [Chưa được xếp hạng] · |

Cộng hòa Dân chủ Nhân dân Triều Tiên bị cấm thi đấu vì việc bỏ cuộc liên tiếp 2 trận tại Vòng loại Cúp bóng đá châu Á 2004, theo lệnh của AFC*.

## Vòng sơ loại
| Bangladesh | 0–0      | Pakistan |
| ---------- | -------- | -------- |
|            | Chi tiết |          |

| Pakistan | 0–1      | Bangladesh       |
| -------- | -------- | ---------------- |
|          | Chi tiết | Firaj Mahmud 84' |

- Bangladesh thắng với tổng tỉ số 1–0 và lọt vào vòng loại chính. Tuy nhiên, sau đó Pakistan cũng được vào vòng loại chính do Sri Lanka bỏ cuộc.

## Hạt giống
Việc xác định các đội hạt giống để tiến hành bốc thăm chia bảng tại giải lần này dựa vào thành tích của các đội tại vòng loại và vòng chung kết Cúp bóng đá châu Á 2004. Việc Hàn Quốc bị loại ở vòng tứ kết và Ả Rập Saudi không vượt qua vòng đấu bảng tại giải lần trước, khiến tại giải lần này, họ bị xếp vào nhóm thứ hai. Đội tuyển Úc mới gia nhập AFC ngày mùng 1 tháng 1 năm 2006 nên chưa có thành tích gì ở giải nên bị xếp vào nhóm các đội yếu nhất.
| Nhóm A                                                       | Nhóm B                                                | Nhóm C                                              | Nhóm D                                                                |
| ------------------------------------------------------------ | ----------------------------------------------------- | --------------------------------------------------- | --------------------------------------------------------------------- |
| Bahrain · Trung Quốc · Iran · Jordan · Nhật Bản · Uzbekistan | Iraq · Hàn Quốc · Ả Rập Xê Út · Kuwait · Qatar · Oman | Hồng Kông · Liban · Singapore · Syria · UAE · Yemen | Úc · Bangladesh · Ấn Độ · Pakistan* · Palestine · Đài Bắc Trung Hoa · |

* = Thay thế  Sri Lanka

## Vòng loại
- Pakistan được đặc cách tham dự vòng loại chính sau khi Sri Lanka bỏ cuộc vào phút chót.
- 24 đội được chia làm 6 bảng, thi đấu lượt đi lượt về theo thể thức sân nhà sân khách. Lấy hai đội nhất nhì mỗi bảng vào vòng chung kết. Vòng loại bắt đầu từ ngày 22 tháng 2 năm 2006 và kết thúc vào ngày 15 tháng 11 năm 2006.
- Ngày 1 tháng 8 năm 2006, Liban chính thức rút lui khỏi giải đấu sau khi mới thi đấu được 1 trận, do trong nước đang có cuộc xung đột vũ trang với Israel.

### Bảng A
| Đội         | Tr | T | H | B | BT | BB | HS  | Đ  |
| ----------- | -- | - | - | - | -- | -- | --- | -- |
| Nhật Bản    | 6  | 5 | 0 | 1 | 15 | 2  | +13 | 15 |
| Ả Rập Xê Út | 6  | 5 | 0 | 1 | 21 | 4  | +17 | 15 |
| Yemen       | 6  | 2 | 0 | 4 | 5  | 13 | −8  | 6  |
| Ấn Độ       | 6  | 0 | 0 | 6 | 2  | 24 | −22 | 0  |

| Nhật Bản                                                      | 6–0      | Ấn Độ |
| ------------------------------------------------------------- | -------- | ----- |
| Ono 32' · Maki 58' · Fukunishi 68' · Kubo 78', 90' · Satō 82' | Chi tiết |       |

| Yemen | 0–4      | Ả Rập Xê Út                                  |
| ----- | -------- | -------------------------------------------- |
|       | Chi tiết | Al Sawailh 14', 89' · Al-Shalhoub 77', 90+2' |

| Ấn Độ | 0–3      | Yemen                                                  |
| ----- | -------- | ------------------------------------------------------ |
|       | Chi tiết | S. Abdullah 6' · Al-Hubaishi 43' · Al Nono 56' (ph.đ.) |

| Ấn Độ | 0–3 | Ả Rập Xê Út             |
| ----- | --- | ----------------------- |
|       |     | Al-Qahtani 2', 19', 50' |

| Nhật Bản             | 2–0      | Yemen |
| -------------------- | -------- | ----- |
| Abe 70' · Satō 90+1' | Chi tiết |       |

| Ả Rập Xê Út | 1–0      | Nhật Bản |
| ----------- | -------- | -------- |
| Bashir 73'  | Chi tiết |          |

| Ả Rập Xê Út                                                                          | 7–1      | Ấn Độ     |
| ------------------------------------------------------------------------------------ | -------- | --------- |
| Bashir 30', 46' · Al Mahyani 33' · Ameen 57' · Al Hagbani 61' · Al Suwaileh 78', 86' | Chi tiết | Manju 22' |

| Yemen | 0–1      | Nhật Bản   |
| ----- | -------- | ---------- |
|       | Chi tiết | Ganaha 90' |

| Ấn Độ | 0–3      | Nhật Bản                      |
| ----- | -------- | ----------------------------- |
|       | Chi tiết | Bando 23', 44' · Nakamura 83' |

| Ả Rập Xê Út                                                   | 5–0 | Yemen |
| ------------------------------------------------------------- | --- | ----- |
| Bashir 22' · Ameen 27' · Fallatah 65' · Al Mahyani 68', 90+2' |     |       |

| Nhật Bản                    | 3–1      | Ả Rập Xê Út            |
| --------------------------- | -------- | ---------------------- |
| Tulio 20' · Ganaha 29', 49' | Chi tiết | Al-Qahtani 33' (ph.đ.) |

| Yemen                       | 2–1      | Ấn Độ       |
| --------------------------- | -------- | ----------- |
| Al-Haggam 60' · Al-Nono 82' | (Report) | Pradeep 52' |

### Bảng B
| Đội               | Tr | T | H | B | BT | BB | HS  | Đ  |
| ----------------- | -- | - | - | - | -- | -- | --- | -- |
| Iran              | 6  | 4 | 2 | 0 | 12 | 2  | +10 | 14 |
| Hàn Quốc          | 6  | 3 | 2 | 1 | 15 | 5  | +10 | 11 |
| Syria             | 6  | 2 | 2 | 2 | 10 | 6  | +4  | 8  |
| Đài Bắc Trung Hoa | 6  | 0 | 0 | 6 | 0  | 24 | −24 | 0  |

| Iran                                          | 4–0      | Đài Bắc Trung Hoa |
| --------------------------------------------- | -------- | ----------------- |
| Teymourian 35' · Madanchi 47', 60' · Daei 82' | Chi tiết |                   |

| Syria         | 1–2      | Hàn Quốc                           |
| ------------- | -------- | ---------------------------------- |
| Al Khatib 49' | Chi tiết | Kim Doo-Hyun 5' · Lee Chun-Soo 50' |

| Đài Bắc Trung Hoa | 0–4      | Syria                                            |
| ----------------- | -------- | ------------------------------------------------ |
|                   | Chi tiết | Chabbo 29', 58' · Al Hussain 45' · Al Khatib 64' |

| Đài Bắc Trung Hoa | 0–3      | Hàn Quốc                                                |
| ----------------- | -------- | ------------------------------------------------------- |
|                   | Chi tiết | Ahn Jung-Hwan 31' · Jung Jo-Gook 53' · Kim Doo-Hyun 80' |

| Iran         | 1–1      | Syria      |
| ------------ | -------- | ---------- |
| Nekounam 71' | Chi tiết | Chaabo 88' |

| Hàn Quốc          | 1–1      | Iran          |
| ----------------- | -------- | ------------- |
| Seol Ki-Hyeon 45' | (Report) | Hashemian 90' |

| Hàn Quốc                                                                                   | 8–0      | Đài Bắc Trung Hoa |
| ------------------------------------------------------------------------------------------ | -------- | ----------------- |
| Seol Ki-Hyeon 3', 52' · Jung Jo-Gook 4', 45', 88' · Cho Jae-Jin 19', 82' · Kim Do-Heon 77' | Chi tiết |                   |

| Syria | 0–2      | Iran                       |
| ----- | -------- | -------------------------- |
|       | Chi tiết | Nosrati 20' · Nekounam 56' |

| Đài Bắc Trung Hoa | 0–2      | Iran            |
| ----------------- | -------- | --------------- |
|                   | Chi tiết | Karimi 10', 56' |

| Hàn Quốc       | 1–1      | Syria        |
| -------------- | -------- | ------------ |
| Cho Jae-Jin 9' | Chi tiết | Al Sayed 18' |

| Iran                       | 2–0      | Hàn Quốc |
| -------------------------- | -------- | -------- |
| Enayati 48' · Badamaki 90' | Chi tiết |          |

| Syria                             | 3–0      | Đài Bắc Trung Hoa |
| --------------------------------- | -------- | ----------------- |
| Al Jaban 51' · Al Khatib 62', 79' | Chi tiết |                   |

### Bảng C
| Đội      | Tr | T | H | B | BT | BB | HS  | Đ  |
| -------- | -- | - | - | - | -- | -- | --- | -- |
| UAE      | 6  | 4 | 1 | 1 | 11 | 6  | +5  | 13 |
| Oman     | 6  | 4 | 0 | 2 | 14 | 6  | +8  | 12 |
| Jordan   | 6  | 3 | 1 | 2 | 10 | 5  | +5  | 10 |
| Pakistan | 6  | 0 | 0 | 6 | 4  | 22 | −18 | 0  |

| Jordan                                            | 3–0      | Pakistan |
| ------------------------------------------------- | -------- | -------- |
| Aqel 30' (ph.đ.) · Shelbaieh 38' · Al-Shagran 41' | Chi tiết |          |

| UAE       | 1–0      | Oman |
| --------- | -------- | ---- |
| Matar 15' | Chi tiết |      |

| Oman                                | 3–0      | Jordan |
| ----------------------------------- | -------- | ------ |
| Saleh 7' · Sulaiman 18' · Zaher 54' | Chi tiết |        |

| Pakistan | 1–4      | UAE                                            |
| -------- | -------- | ---------------------------------------------- |
| Essa 60' | Chi tiết | Qassim 68' · Matar 78' · Saad 81' · Al Kas 88' |

| Pakistan         | 1–4      | Oman                                                 |
| ---------------- | -------- | ---------------------------------------------------- |
| Essa 79' (ph.đ.) | Chi tiết | Al-Maimani 15' (ph.đ.) · Al Hosni 27' · Sulaiman 90' |

| Jordan        | 1–2      | UAE                   |
| ------------- | -------- | --------------------- |
| Rafat Ali 88' | Chi tiết | Omer 52' · Khater 67' |

| UAE | 0–0      | Jordan |
| --- | -------- | ------ |
|     | Chi tiết |        |

| Oman                                                        | 5–0      | Pakistan |
| ----------------------------------------------------------- | -------- | -------- |
| Al Hosni 7' · Bashir 35', 85' · Sulaiman 45' · Al-Touqi 88' | Chi tiết |          |

| Pakistan | 0–3      | Jordan                                                       |
| -------- | -------- | ------------------------------------------------------------ |
|          | Chi tiết | Abdel-Hadi Al-Maharmeh 16' · Rafat Ali 37' · Khaled Saad 85' |

| Oman                        | 2–1      | UAE      |
| --------------------------- | -------- | -------- |
| Mudhafar 24' · Sulaiman 28' | Chi tiết | Omer 57' |

| Jordan                                        | 3–0      | Oman |
| --------------------------------------------- | -------- | ---- |
| Amer Deeb 80' · Rafat Ali 84' · Al-Sheikh 90' | Chi tiết |      |

| UAE                       | 3–2      | Pakistan              |
| ------------------------- | -------- | --------------------- |
| Abbas 54' · Omer 58', 73' | Chi tiết | Akram 23' · Ahmed 67' |

### Bảng D
| Đội     | Tr | T | H | B | BT | BB | HS | Đ |
| ------- | -- | - | - | - | -- | -- | -- | - |
| Úc      | 4  | 3 | 0 | 1 | 7  | 3  | +4 | 9 |
| Bahrain | 4  | 1 | 1 | 2 | 3  | 6  | −3 | 4 |
| Kuwait  | 4  | 1 | 1 | 2 | 3  | 4  | −1 | 4 |
| Liban   | 0  | 0 | 0 | 0 | 0  | 0  | 0  | 0 |

| Bahrain | 1–3      | Úc                                            |
| ------- | -------- | --------------------------------------------- |
| Ali 35' | Chi tiết | Thompson 53' · Skoko 79' · Elrich 87' (ph.đ.) |

| Liban              | 1–1 Hủy kết quả1 | Kuwait          |
| ------------------ | ---------------- | --------------- |
| A. Nasseredine 70' | Chi tiết         | F. Al Hamad 25' |

| Kuwait | 0–0      | Bahrain |
| ------ | -------- | ------- |
|        | Chi tiết |         |

| Úc                       | 2–0      | Kuwait |
| ------------------------ | -------- | ------ |
| Dodd 75' · Petrovski 86' | Chi tiết |        |

| Kuwait                         | 2–0      | Úc |
| ------------------------------ | -------- | -- |
| Al Mutairi 56' · Al-Mutawa 59' | Chi tiết |    |

| Úc                         | 2–0      | Bahrain |
| -------------------------- | -------- | ------- |
| Aloisi 17' · Bresciano 24' | Chi tiết |         |

| Bahrain                          | 2–1      | Kuwait     |
| -------------------------------- | -------- | ---------- |
| Yousef 35' (ph.đ.) · Ghuloom 43' | Chi tiết | Laheeb 70' |

1 Ngày 1 tháng 8 năm 2006, AFC chấp nhận đơn xin rút lui khỏi giải của Liban vì cuộc xung đột vũ trang giữa Liban và Israel.
Các trận đấu sau đây của Liban bị hủy bỏ:
- với Bahrain, ngày 16 tháng 8 năm 2006
- với Úc, ngày 31 tháng 8 năm 2006
- với Bahrain, ngày 6 tháng 9 năm 2006
- với Kuwait, ngày 11 tháng 10 năm 2006
- với Úc, ngày 15 tháng 11 năm 2006

### Bảng E
| Đội        | Tr | T | H | B | BT | BB | HS | Đ  |
| ---------- | -- | - | - | - | -- | -- | -- | -- |
| Iraq       | 6  | 3 | 2 | 1 | 12 | 8  | +4 | 11 |
| Trung Quốc | 6  | 3 | 2 | 1 | 7  | 3  | +4 | 11 |
| Singapore  | 5  | 1 | 1 | 3 | 4  | 6  | −2 | 4  |
| Palestine  | 5  | 1 | 1 | 3 | 3  | 9  | −6 | 4  |

| Trung Quốc                  | 2–0      | Palestine |
| --------------------------- | -------- | --------- |
| Đỗ Uy 23' · Lý Vĩ Phong 62' | Chi tiết |           |

| Singapore                | 2–0      | Iraq |
| ------------------------ | -------- | ---- |
| Amri 24' · Alam Shah 83' | Chi tiết |      |

| Palestine | 1–0      | Singapore |
| --------- | -------- | --------- |
| Attal 75' | Chi tiết |           |

| Iraq                                | 2–1      | Trung Quốc |
| ----------------------------------- | -------- | ---------- |
| Mahdi Karim 16' · Hawar Mohamed 67' | Chi tiết | Tào Vĩ 54' |

| Trung Quốc                    | 1–0      | Singapore |
| ----------------------------- | -------- | --------- |
| Thiệu Giai Nhất 90+5' (ph.đ.) | Chi tiết |           |

| Palestine | 0–3      | Iraq                                          |
| --------- | -------- | --------------------------------------------- |
|           | Chi tiết | Younis Mahmoud 59', 62' · Mohammad Nasser 90' |

| Singapore | 0–0      | Trung Quốc |
| --------- | -------- | ---------- |
|           | (Report) |            |

| Iraq                                | 2–2      | Palestine               |
| ----------------------------------- | -------- | ----------------------- |
| Saleh Sader 70' · Hawar Mohamed 75' | Chi tiết | Amer 13' · Al Amour 78' |

| Iraq                                                            | 4–2        | Singapore               |
| --------------------------------------------------------------- | ---------- | ----------------------- |
| Younis Mahmoud 35', 68' · Mahdi Karim 60' · Hawar Mohamed 90+3' | {Chi tiết) | Goncalves 9' · Amri 62' |

| Palestine | 0–2      | Trung Quốc                         |
| --------- | -------- | ---------------------------------- |
|           | Chi tiết | Mao Kiếm Thanh 27' · Tôn Tường 65' |

| Trung Quốc   | 1–1      | Iraq            |
| ------------ | -------- | --------------- |
| Hàn Bằng 40' | Chi tiết | Ahmed Salah 65' |

| Singapore | Trận đấu bị hủy | Palestine |
| --------- | --------------- | --------- |
|           | Chi tiết        |           |

### Bảng F
| Đội        | Tr | T | H | B | BT | BB | HS  | Đ  |
| ---------- | -- | - | - | - | -- | -- | --- | -- |
| Qatar      | 6  | 5 | 0 | 1 | 14 | 4  | +10 | 15 |
| Uzbekistan | 6  | 3 | 2 | 1 | 14 | 4  | +10 | 11 |
| Hồng Kông  | 6  | 2 | 2 | 2 | 5  | 7  | −2  | 8  |
| Bangladesh | 6  | 0 | 0 | 6 | 1  | 19 | −18 | 0  |

| Uzbekistan                                            | 5–0      | Bangladesh |
| ----------------------------------------------------- | -------- | ---------- |
| Geynrikh 10', 52' · Djeparov 24' · Shatskikh 34', 84' | Chi tiết |            |

| Hồng Kông | 0–3      | Qatar                                      |
| --------- | -------- | ------------------------------------------ |
|           | (Report) | Yasser 11' · Bechir 44' · M. Mohamed 90+5' |

| Bangladesh | 0–1      | Hồng Kông       |
| ---------- | -------- | --------------- |
|            | Chi tiết | Chan Siu Ki 82' |

| Qatar                      | 2–1      | Uzbekistan             |
| -------------------------- | -------- | ---------------------- |
| Adel Lamy 45' · Nasser 49' | Chi tiết | B. Mohammed 20' (l.n.) |

| Bangladesh | 1–4      | Qatar                                               |
| ---------- | -------- | --------------------------------------------------- |
| Arman 23'  | Chi tiết | Rizik 7' (ph.đ.) · Adel Lamy 36' · Ibrahim 38', 74' |

| Uzbekistan                 | 2–2      | Hồng Kông                |
| -------------------------- | -------- | ------------------------ |
| Soliev 18' · Shatskikh 35' | Chi tiết | Sham Kwok Keung 66', 87' |

| Hồng Kông | 0–0      | Uzbekistan |
| --------- | -------- | ---------- |
|           | Chi tiết |            |

| Qatar                                     | 3–0      | Bangladesh |
| ----------------------------------------- | -------- | ---------- |
| Yasser 25' · Adel Lamy 30' · Shammari 52' | Chi tiết |            |

| Bangladesh | 0–4      | Uzbekistan                                                        |
| ---------- | -------- | ----------------------------------------------------------------- |
|            | Chi tiết | Zeytulaev 11' · Bakaev 18' · Djeparov 22' · Shatskikh 39' (ph.đ.) |

| Qatar                        | 2–0      | Hồng Kông |
| ---------------------------- | -------- | --------- |
| B. Mohammed 43' · Yasser 53' | Chi tiết |           |

| Hồng Kông                    | 2–0      | Bangladesh |
| ---------------------------- | -------- | ---------- |
| Ambassa Guy 43', 74' (ph.đ.) | Chi tiết |            |

| Uzbekistan                   | 2–0      | Qatar |
| ---------------------------- | -------- | ----- |
| Koshelev 31' · Zeytulaev 52' | Chi tiết |       |